# Najib Ammari
Najib Ammari (Marsiglia, 10 aprile 1992) è un ex calciatore francese naturalizzato algerino, di ruolo centrocampista.

## Caratteristiche tecniche
Ammari è un trequartista, in grado di fornire - grazie alla propria versatilità - più soluzioni al proprio allenatore essendo in grado di coprire più ruoli tra centrocampo e reparto offensivo.

## Carriera

### Club
Muove i suoi primi passi nelle giovanili dell'Olympique Marsiglia. Il 27 giugno 2012 firma il suo primo accordo professionistico con l'OM. Il 30 luglio 2013 si accorda con il PSFK Černomorec Burgas, firmando un contratto valido per tre stagioni.
Rescisso l'accordo con la società bulgara, il 19 febbraio 2014 passa a parametro zero al CFR Cluj. Esordisce in Liga I l'8 marzo contro lo Steaua Bucarest, subentrando al 73' al posto di Robert Maah. Termina l'incontro in anticipo rimediando un'espulsione per somma di ammonizioni. Il 3 febbraio 2015 - dopo una parentesi di sei mesi al Levski Sofia in Bulgaria - viene tesserato dal Latina. Esordisce in Serie B il 7 febbraio contro l'Avellino, subentrando al 66' al posto di Rubén Olivera.
Il 31 agosto 2016 passa alla Virtus Entella. L'8 novembre 2017 viene tesserato a parametro zero dallo Spezia.
Il 23 gennaio 2021 viene acquistato dalla Viterbese.

### Nazionale
Nel 2009 ha preso parte ai Mondiali Under-17 con la selezione algerina.

## Statistiche

### Presenze e reti nei club
Statistiche aggiornate al 18 aprile 2021.
| Stagione        | Squadra            | Campionato      | Campionato | Campionato | Coppe nazionali | Coppe nazionali | Coppe nazionali | Coppe continentali | Coppe continentali | Coppe continentali | Altre coppe | Altre coppe | Altre coppe | Totale | Totale |
| Stagione        | Squadra            | Comp            | Pres       | Reti       | Comp            | Pres            | Reti            | Comp               | Pres               | Reti               | Comp        | Pres        | Reti        | Pres   | Reti   |
| --------------- | ------------------ | --------------- | ---------- | ---------- | --------------- | --------------- | --------------- | ------------------ | ------------------ | ------------------ | ----------- | ----------- | ----------- | ------ | ------ |
| 2011-2012       | O. Marsiglia 2     | CFA             | 22         | 7          | -               | -               | -               |                    | -                  | -                  |             | -           | -           | 22     | 7      |
| 2012-2013       | Rouen 2            | CFA             | 5          | 1          | CF+CdL          | 1+0             | 0               | -                  | -                  | -                  | -           | -           | -           | 6      | 1      |
| 2013-feb. 2014  | Čern. Burgas       | A-PFG           | 19         | 6          | CB              | 3               | 2               | -                  | -                  | -                  | -           | -           | -           | 22     | 8      |
| feb.-giu. 2014  | Cluj               | Liga I          | 5          | 0          | CR              | -               | -               | -                  | -                  | -                  | -           | -           | -           | 5      | 0      |
| 2014-feb. 2015  | Levski Sofia       | A-PFG           | 6          | 0          | CB              | 2               | 0               | -                  | -                  | -                  | -           | -           | -           | 8      | 0      |
| feb.-giu. 2015  | Latina             | B               | 12         | 1          | CI              | -               | -               | -                  | -                  | -                  | -           | -           | -           | 12     | 1      |
| 2015-2016       | Latina             | B               | 30         | 2          | CI              | 1               | 0               | -                  | -                  | -                  | -           | -           | -           | 31     | 2      |
| Totale Latina   | Totale Latina      | Totale Latina   | 42         | 3          |                 | 1               | 0               | -                  | -                  | -                  | -           | -           | -           | 43     | 3      |
| 2016-2017       | Virtus Entella     | B               | 24         | 3          | CI              | 0               | 0               | -                  | -                  | -                  | -           | -           | -           | 24     | 3      |
| nov. 2017-2018  | Spezia             | B               | 13         | 2          | CI              | -               | -               | -                  | -                  | -                  | -           | -           | -           | 13     | 2      |
| gen.-giu. 2019  | Dunărea Călărași   | Liga I          | 5+13       | 1+3        | CR              | -               | -               | -                  | -                  | -                  | -           | -           | -           | 18     | 4      |
| 2019-gen. 2020  | Viitorul Constanța | Liga I          | 1          | 0          | CR              | 0               | 0               | UEL                | 0                  | 0                  | SR          | 0           | 0           | 1      | 0      |
| gen.-giu. 2020  | Damac              | SPL             | 2          | 0          | KCC             | -               | -               | -                  | -                  | -                  | -           | -           | -           | 2      | 0      |
| gen.-giu. 2021  | Viterbese          | C               | 3          | 0          | -               | -               | -               | -                  | -                  | -                  | -           | -           | -           | 3      | 0      |
| Totale carriera | Totale carriera    | Totale carriera | 160        | 26         |                 | 7               | 2               |                    | 0                  | 0                  |             | 0           | 0           | 168    | 28     |

## Palmarès

### Club

#### Competizioni nazionali
- Coppa di Lega francese: 1

Olympique Marsiglia: 2011-2012
- Supercoppa di Romania: 1

Viitorul Costanza: 2019